# Hôtel de Lux
Vous pouvez aider à l'améliorer ou bien discuter des problèmes sur sa page de discussion.
L’hôtel de Lux est un des hôtels particuliers entourant la place Bossuet dans le secteur sauvegardé de Dijon, en Côte-d'Or en région Bourgogne-Franche-Comté.

## Histoire
Il fut construit dans la 2de moitié du XVIe siècle.
Les façades et les toitures sur la rue et sur la cour sont inscrites au titre des monuments historiques par arrêté du 20 novembre 1972.